# Neauphle-le-Vieux
Neauphle-le-Vieux település Franciaországban, Yvelines megyében. Lakosainak száma 924 fő (2022. január 1.). Neauphle-le-Vieux Bazoches-sur-Guyonne, Beynes, Jouars-Pontchartrain, Mareil-le-Guyon, Méré, Le Tremblay-sur-Mauldre, Vicq és Villiers-Saint-Frédéric községekkel határos.

## Népesség
A település népességének változása:
| Lakosok száma | 926  | 974  | 973  | 936  | 919  | 916  | 910  | 911  | 924  |
|               | 2013 | 2015 | 2016 | 2017 | 2018 | 2019 | 2020 | 2021 | 2022 |